# Primer Gobierno Conte
El primer Gobierno Conte liderado por Giuseppe Conte, fue el 65.º gabinete de la República Italiana. El gabinete, resultado de un acuerdo político entre el Movimiento 5 Estrellas y la Liga, también se conoce como Gobierno del Cambio (en italiano: Governo del Cambiamento) después del acuerdo político formal firmado entre los dos partidos, o Gobierno Amarillo-Verde (en italiano: Governo gialloverde) basado en los colores oficiales de los partidos.

## Partidos que apoyan
El gobierno es apoyado y la mayoría de sus miembros son proporcionados por los dos partidos siguientes:
| Partido | Partido                                               | Posición             | Principal ideología                | Líder          |
| ------- | ----------------------------------------------------- | -------------------- | ---------------------------------- | -------------- |
|         | Movimiento 5 Estrellas (M5S)                          | Partido atrapalotodo | Populismo, Democracia directa      | Luigi Di Maio  |
|         | Liga (L)                                              | Derecha              | Populismo de derecha, Regionalismo | Matteo Salvini |
|         | Movimiento Asociativo Italianos en el Exterior (MAIE) | Centro               | Centrismo                          | Ricardo Merlo  |

El gobierno cuenta con el apoyo externo de los cinco diputados recientemente expulsados del M5S y un senador disidente de la Unión Sudamericana Emigrantes Italianos (USEI); dos senadores expulsados del M5S; y un diputado de Forza Italia (FI).
Hermanos de Italia (FdI), los partidos de minorías lingüísticas (Unión Valdostana, Partido Popular Sudtirolés y el Partido Autonomista Trentino Tirolés) y un diputado de USEI han anunciado que están dispuestos a votar por medidas que reflejen sus respectivas ideologías.

## Historia

### Contexto y formación

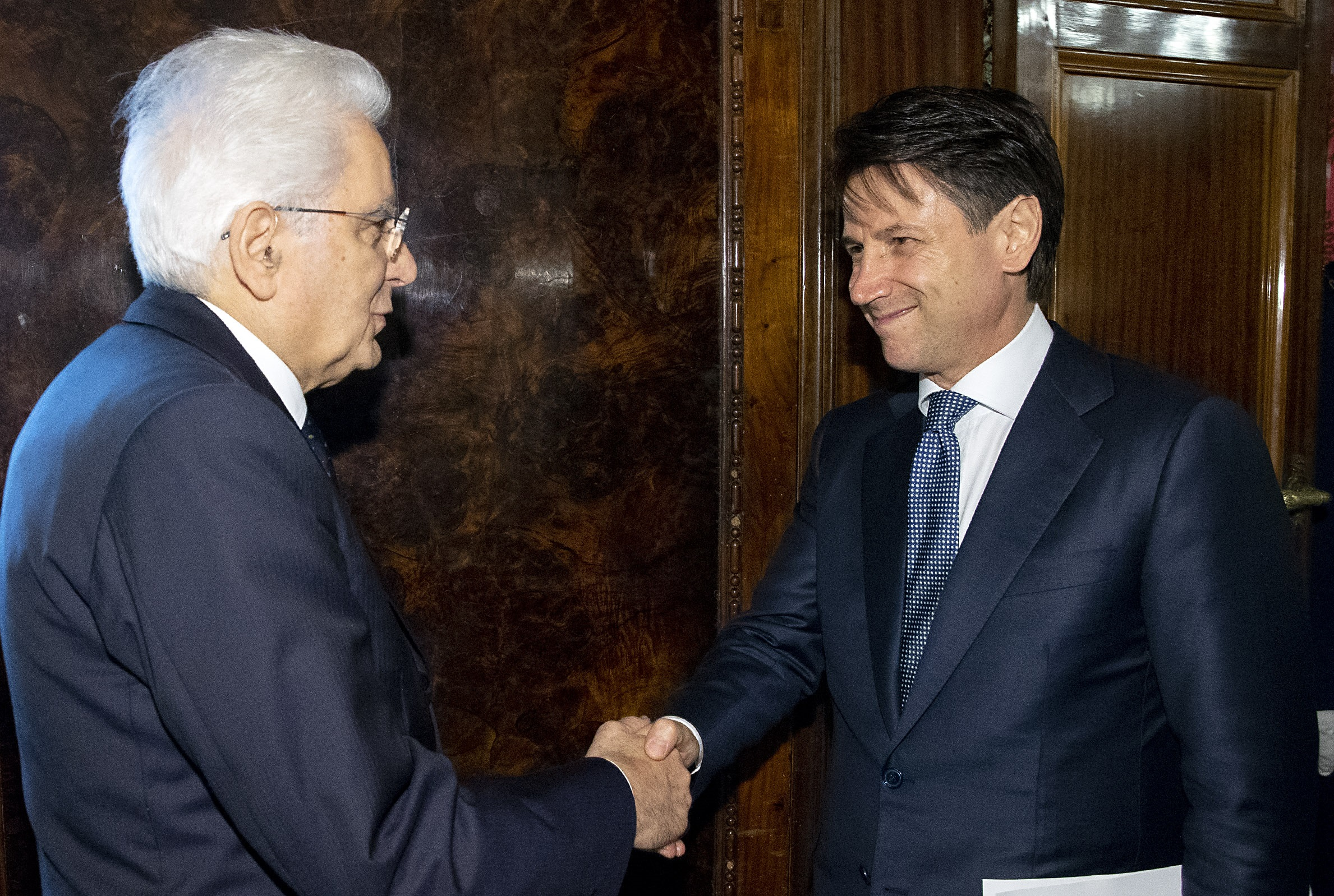
Giuseppe Conte con el presidente Sergio Mattarella en el Palacio del Quirinal.

Las elecciones de marzo de 2018 dieron como resultado un parlamento colgado, con el Movimiento 5 Estrellas (M5S) liderado por Luigi Di Maio que se convirtió en el partido con mayor número de votos y escaños parlamentarios, mientras que la Coalición de centroderecha, en la cual la Liga de Matteo Salvini surgió como la fuerza política principal, ganó una pluralidad de escaños en la Cámara de Diputados y en el Senado. La Coalición de centroizquierda, construida alrededor del Partido Democrático (PD) liderado por el ex primer ministro Matteo Renzi, quedó en tercer lugar.
El 9 de mayo, después de semanas de estancamiento político y el fracaso de varios intentos de formar gabinetes, incluyendo M5S-Centroderecha y M5S-PD, Di Maio y Salvini pidieron oficialmente al presidente Sergio Mattarella que les diera 24 horas más para lograr un acuerdo gubernamental entre sus dos partidos. Más tarde, ese mismo día, por la noche, Silvio Berlusconi anunció públicamente que Forza Italia no apoyaría a un gobierno de la Liga y M5S en un voto de confianza, pero de todos modos mantendría la coalición de centroderecha, abriendo así las puertas a un posible gobierno de mayoría entre los dos partidos.
El 13 de mayo, el M5S y la Liga llegaron a un acuerdo de principio sobre un programa gubernamental, lo que probablemente despejó el camino para la formación de una coalición gobernante entre los dos partidos, pero no pudieron encontrar un acuerdo con respecto al primer ministro y los ministros. Los líderes del M5S y de la Liga se reunieron con el presidente Mattarella el 14 de mayo y pidieron una semana adicional de negociaciones para acordar un programa gubernamental detallado y un primer ministro para dirigir el gobierno. Ambos partidos anunciaron que pedirían a sus respectivos miembros que voten sobre el acuerdo del gobierno el próximo fin de semana.
El 21 de mayo de 2018, el profesor de derecho privado y asesor de M5S Giuseppe Conte fue propuesto por Di Maio y Salvini como primer ministro. A pesar de los informes en la prensa italiana que sugerían que el presidente Mattarella todavía tenía reservas significativas sobre la dirección del nuevo gobierno, el 23 de mayo de 2018, Conte fue invitado al Palacio del Quirinal para recibir el mandato presidencial de formar un nuevo gobierno. En su declaración después del nombramiento, Conte dijo que él sería el "defensor del pueblo italiano". Al día siguiente, Conte sostuvo conversaciones con todos los partidos parlamentarios, pero la formación del gobierno pronto quedó atrapada en Paolo Savona como Ministro de Economía y Finanzas, desfavorecido por el presidente Mattarella, considerando su supuesto apoyo a la salida encubierta de Italia del euro como un riesgo abrumador para la economía del país. El 27 de mayo, el presidente Mattarella se negó a nombrar a Savona y Conte renunció a su tarea después de días de negociación y un ultimátum por parte de los dos líderes del partido en Savona.

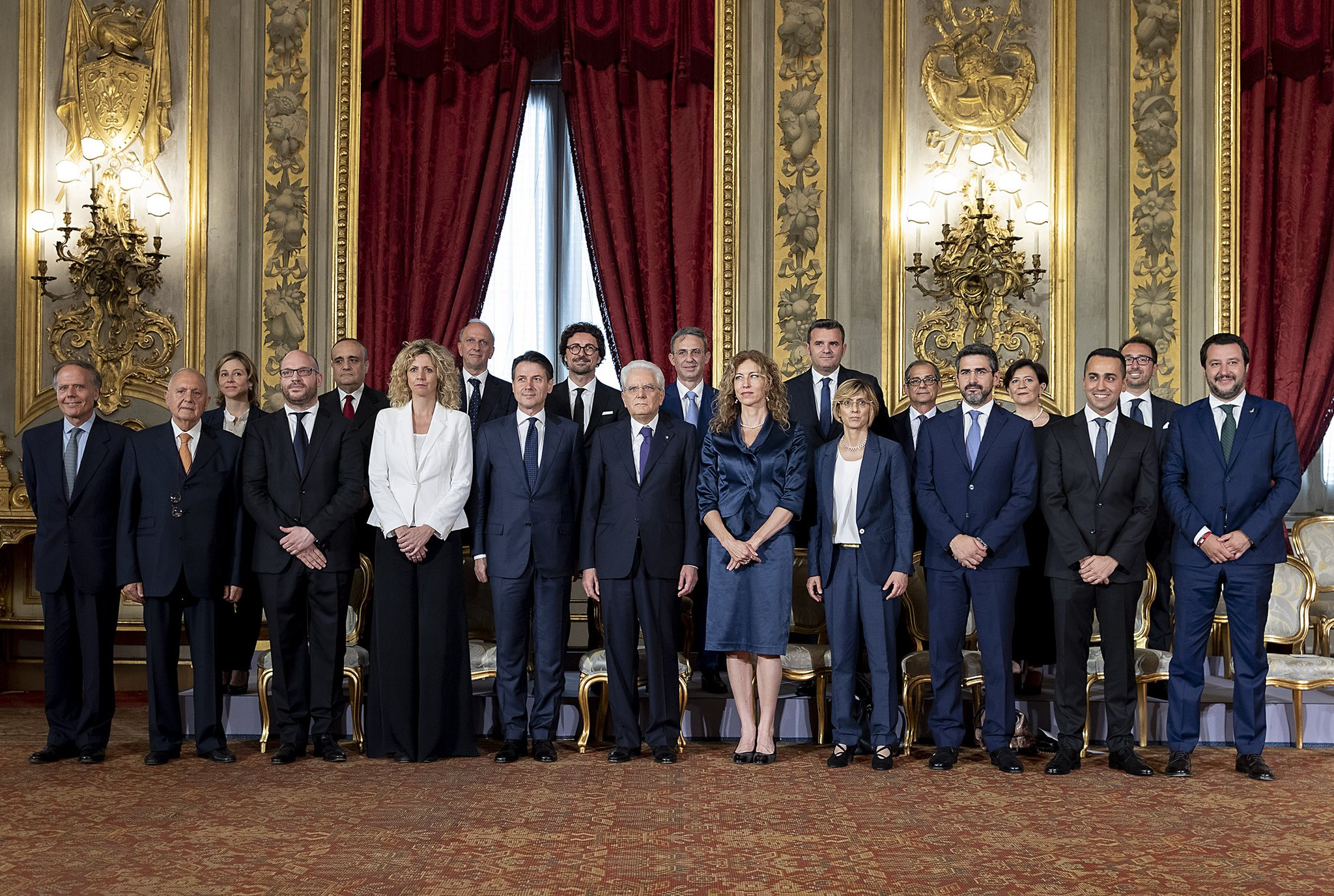
El gobierno de Conte en el Palacio Quirinal para el juramento

El 28 de mayo, el presidente Mattarella convocó a Carlo Cottarelli (exdirector del Fondo Monetario Internacional) y le dio la tarea de formar un nuevo gobierno. El mismo día, el PD anunció que se abstendría de votar la confianza a Cottarelli mientras el M5S, la Liga, FI y los Hermanos de Italia (FdI) votarían en contra. Se esperaba que Cottarelli presentara su lista de ministros para su aprobación al presidente Mattarella el 29 de mayo. Sin embargo, solo sostuvo consultas informales con el presidente el 29 de mayo y el 30 de mayo, a la espera de la formación de un "gobierno político". Mientras tanto, Di Maio y Salvini anunciaron su voluntad de reiniciar las negociaciones para formar un gobierno "político" y Giorgia Meloni (líder de FdI) le dio su apoyo.
El 31 de mayo, el M5S y la Liga anunciaron su nuevo acuerdo sobre un gobierno Conte, con Giovanni Tria como Ministro de Economía y Finanzas y Savona como Ministro de Asuntos Europeos. Posteriormente, el presidente Mattarella convocó a Conte, quien anunció la lista de ministros. El 1 de junio, el primer ministro Conte y sus ministros tomaron juramento y juraron su cargo. El 5 de junio, el Senado italiano aprobó el nuevo gobierno en un voto de confianza. El 6 de junio, el gobierno fue confirmado luego de un segundo voto de confianza, esta vez en la Cámara de Diputados.
El 12 de junio, el gabinete nombró a 6 viceministros y 39 subsecretarios. De todos estos nombramientos, 25 fueron miembros del M5S, 17 de la Liga, dos fueron nombrados por la tecnocracia y un miembro del Movimiento Asociativo Italianos en el Exterior. El M5S recibió cinco viceministros, mientras que la Liga recibió tres (incluidos los vice primeros ministros previamente nombrados, Di Maio y Salvini).

### Votos de investidura
El 5 de junio de 2018, al Gobierno Conte se le otorgó la confianza del Senado al recibir 171 votos a favor y 117 votos en contra (25 senadores se abstuvieron, 7 senadores no votaron, 6 de ellos ausentes). Senadores de por vida Elena Cattaneo, Mario Monti y Liliana Segre se abstuvieron mientras los senadores vitalicios Carlo Rubbia, Renzo Piano y Giorgio Napolitano no votaron. El 6 de junio de 2018, el llamado Gobierno de Cambio recibió la confianza de la Cámara de Diputados al recibir 350 votos a favor y 236 votos en contra (35 diputados se abstuvieron, 8 diputados no votaron, 5 de ellos ausentes).
| 5–6 de junio de 2018 Votos de investidura para el Gobierno Conte | 5–6 de junio de 2018 Votos de investidura para el Gobierno Conte | 5–6 de junio de 2018 Votos de investidura para el Gobierno Conte   | 5–6 de junio de 2018 Votos de investidura para el Gobierno Conte |
| Parlamento                                                       | Voto                                                             | Partidos                                                           | Votos                                                            |
| ---------------------------------------------------------------- | ---------------------------------------------------------------- | ------------------------------------------------------------------ | ---------------------------------------------------------------- |
| Senado de la República (Votaron: 313 de 320, Majoría: 145)       | Sí                                                               | M5S (109), Liga (58), MAIE (2), Independientes (2)                 | 171/313                                                          |
| Senado de la República (Votaron: 313 de 320, Majoría: 145)       | No                                                               | FI (57), PD (52), LeU (4), AUT. (2), PSI (1), +E (1)               | 117/313                                                          |
| Senado de la República (Votaron: 313 de 320, Majoría: 145)       | Abstención                                                       | FdI (18), AUT. (5), Independientes (2)                             | 25/313                                                           |
| Cámara de Diputados (Votaron: 621 de 628, Majoría: 294)          | Sí                                                               | M5S (220), Liga (123), MAIE (6), FI (1)                            | 350/621                                                          |
| Cámara de Diputados (Votaron: 621 de 628, Majoría: 294)          | No                                                               | PD (111), FI (104), LeU (14), CP-AP-PSI-AC (4), NcI (3), +E-CD (3) | 236/621                                                          |
| Cámara de Diputados (Votaron: 621 de 628, Majoría: 294)          | Abstención                                                       | FdI (30), SVP-PATT (4), USEI (1)                                   | 35/621                                                           |

1. ↑  Ausentes (4): FI (3), Otros (1)
En baja institucional (2): Aut (1), Otros (1)
Presidente (1)
2. ↑  Ausentes (5): FI (2), FdI (1), M5S (1), PD (1)
En baja institucional (2): FdI (1), M5S (1)

### Renuncia
Conte anunció su renuncia el 20 de agosto de 2019, evitando un voto de censura promovido por Matteo Salvini. El mismo día, el presidente de Italia, Sergio Mattarella, aceptó la renuncia de Conte y anunció consultas con los líderes del partido durante los próximos dos días. El 22 de agosto, Mattarella dijo que algunos partidos estaban tratando de formar "una sólida mayoría" y les dio a estos partidos políticos hasta el 27 de agosto para informarle, luego de lo cual mantendría dos días más de consultas.
El 29 de agosto, Mattarella le encargó a Conte la formación de un nuevo gobierno, una coalición del Movimiento 5 Estrellas y el Partido Democrático. Como es habitual, el primer ministro designado se reservó el derecho de aceptar el mandato, en espera de nuevas conversaciones con ambos partidos.

## Análisis partidario

### Principio del mandato

#### Ministros
| - Movimiento 5 Estrellas | 8 |
| - Liga                   | 5 |
| - Independientes         | 6 |

#### Ministros y otros miembros
- Movimiento 5 Estrellas (M5S): 8 ministros, 4 viceministros y 21 subsecretarios
- Liga (LN): 5 ministros, 3 viceministros y 15 subsecretarios
- Movimiento Asociativo Italianos en el Exterior: 1 subsecretario
- Independientes: Primer ministro, 5 ministros, 2 subsecretarios

### Final del mandato

#### Ministros
| - Movimiento 5 Estrellas | 8 |
| - Liga                   | 6 |
| - Independientes         | 5 |

#### Ministros y otros miembros
- Movimiento 5 Estrellas (M5S): 8 ministros, 4 viceministros y 21 subsecretarios
- Liga (LN): 6 ministros, 3 viceministros y 15 subsecretarios
- Movimiento Asociativo Italianos en el Exterior: 1 subsecretario
- Independientes: Primer ministro, 4 ministros, 2 subsecretarios

## Análisis geográfico

### Principio del mandato
- Norte de Italia: 9 ministerios
  - Lombardía: 6 ministerios
  - Véneto: 3 ministerios
- Italia central: 2 ministerios
  - Lacio: 2 ministerios

Regiones con ministros
Regiones sin ministros

- Sur e Italia insular: 8 ministerios (incluido Conte)
  - Sicilia:  3 ministerios
  - Apulia: 2 ministerios (incluido Conte)
  - Campania: 2 ministerios
  - Cerdeña: 1 ministerio

### Final del mandato
- Norte de Italia: 10 ministerios
  - Lombardía: 7 ministerios
  - Véneto: 3 ministerios
- Italia central: 2 ministerios
  - Lacio: 2 ministerios
- Sur e Italia insular: 7 ministerios (incluido Conte)
  - Sicilia:  3 ministerios
  - Apulia: 2 ministerios (incluido Conte)
  - Campania: 2 ministerios

## Consejo de Ministros
| Cargo                                                            | Nombre                | Partido | Partido                | Período       |
| ---------------------------------------------------------------- | --------------------- | ------- | ---------------------- | ------------- |
|                                                                  |                       |         |                        |               |
| Presidente del Consejo de Ministros                              | Giuseppe Conte        |         | Independiente          | 2018–2019     |
|                                                                  |                       |         |                        |               |
| Vicepresidente del Consejo de Ministros                          | Luigi Di Maio         |         | Movimiento 5 Estrellas | 2018–2019     |
| Vicepresidente del Consejo de Ministros                          | Matteo Salvini        |         | Liga                   | 2018–2019     |
|                                                                  |                       |         |                        |               |
| Ministro de Asuntos Exteriores                                   | Enzo Moavero Milanesi |         | Independiente          | 2018–2019     |
| Ministro del Interior                                            | Matteo Salvini        |         | Liga                   | 2018–2019     |
| Ministro de Justicia                                             | Alfonso Bonafede      |         | Movimiento 5 Estrellas | 2018–2019     |
| Ministra de Defensa                                              | Elisabetta Trenta     |         | Movimiento 5 Estrellas | 2018–2019     |
| Ministro de Economía y Finanzas                                  | Giovanni Tria         |         | Independiente          | 2018–2019     |
| Ministro de Desarrollo Económico, Trabajo y Políticas Sociales   | Luigi Di Maio         |         | Movimiento 5 Estrellas | 2018–2019     |
| Ministro de Agricultura y Turismo                                | Gian Marco Centinaio  |         | Liga                   | 2018–2019     |
| Ministro del Ambiente                                            | Sergio Costa          |         | Independiente          | 2018–2019     |
| Ministro de Infraestructura y Transporte                         | Danilo Toninelli      |         | Movimiento 5 Estrellas | 2018–2019     |
| Ministro de Educación, Universidad e Investigación               | Marco Bussetti        |         | Independiente          | 2018–2019     |
| Ministro de Patrimonio Cultural y Actividades                    | Alberto Bonisoli      |         | Movimiento 5 Estrellas | 2018–2019     |
| Ministra de Salud                                                | Giulia Grillo         |         | Movimiento 5 Estrellas | 2018–2019     |
|                                                                  |                       |         |                        |               |
| Ministro para las Relaciones Parlamentarias y Democracia Directa | Riccardo Fraccaro     |         | Movimiento 5 Estrellas | 2018–presente |
| Ministra de Administración Pública                               | Giulia Bongiorno      |         | Liga                   | 2018–presente |
| Ministra de Asuntos Regionales                                   | Erika Stefani         |         | Liga                   | 2018–presente |
| Ministra para el Sur de Italia                                   | Barbara Lezzi         |         | Movimiento 5 Estrellas | 2018–presente |
| Ministro para la Familia y la Discapacidad                       | Lorenzo Fontana       |         | Liga                   | 2018–2019     |
| Ministro para la Familia y la Discapacidad                       | Alessandra Locatelli  |         | Liga                   | 2019          |
| Ministro de Asuntos Europeos                                     | Paolo Savona          |         | Independiente          | 2018–2019     |
| Ministro de Asuntos Europeos                                     | Lorenzo Fontana       |         | Liga                   | 2019          |
|                                                                  |                       |         |                        |               |
| Secretario del Consejo de Ministros                              | Giancarlo Giorgetti   |         | Liga                   | 2018–presente |

1. 1 2  Propuesto por el Movimiento 5 Estrellas.
2. ↑  Reemplazando en la segunda selección al candidato original, Luca Giansanti (independiente).
3. ↑  Elegido después de que el candidato original, Paolo Savona, fuera rechazado por el presidente.
4. 1 2  Propuesto por la Liga.
5. ↑  Reemplazando en la segunda selección al candidato original, Mauro Coltorti (M5S).

## Composición del gobierno
| Retrato                                  | Cargo                                                                          | Nombre                | Período                                   | Partido | Partido                | Viceministros Subsecretarios |
| ---------------------------------------- | ------------------------------------------------------------------------------ | --------------------- | ----------------------------------------- | ------- | ---------------------- | --- |
|                                          | Presidente del Consejo de Ministros                                            | Giuseppe Conte        | 1 de junio de 2018 – 20 de agosto de 2019 |         | Independiente          | Subsecretarios: Giancarlo Giorgetti (Lega) Vito Crimi (M5S) Vincenzo Spadafora (M5S)                                                                           |
|                                          |                                                                                |                       |                                           |         |                        | Subsecretarios: Giancarlo Giorgetti (Lega) Vito Crimi (M5S) Vincenzo Spadafora (M5S)                                                                           |
|                                          | Vicepresidente del Consejo de Ministros                                        | Matteo Salvini        | 1 de junio de 2018 – presente             |         | Liga                   | Subsecretarios: Giancarlo Giorgetti (Lega) Vito Crimi (M5S) Vincenzo Spadafora (M5S)                                                                           |
|                                          | Vicepresidente del Consejo de Ministros                                        | Luigi Di Maio         | 1 de junio de 2018 – presente             |         | Movimiento 5 Estrellas | Subsecretarios: Giancarlo Giorgetti (Lega) Vito Crimi (M5S) Vincenzo Spadafora (M5S)                                                                           |
|                                          |                                                                                |                       |                                           |         |                        | |
|                                          | Ministro de Asuntos Exteriores                                                 | Enzo Moavero Milanesi | 1 de junio de 2018 – presente             |         | Independiente          | Viceministros: Emanuela Del Re (M5S) Subsecretarios: Manlio Di Stefano (M5S) Ricardo Merlo (MAIE) Guglielmo Picchi (Lega)                                      |
|                                          | Ministro del Interior                                                          | Matteo Salvini        | 1 de junio de 2018 – presente             |         | Liga                   | Subsecretarios: Stefano Candiani (Lega) Luigi Gaetti (M5S) Nicola Molteni (Lega) Carlo Sibilia (M5S)                                                           |
|                                          | Ministro de Justicia                                                           | Alfonso Bonafede      | 1 de junio de 2018 – presente             |         | Movimiento 5 Estrellas | Subsecretarios: Vittorio Ferraresi (M5S) Jacopo Morrone (Lega)                                                                                                 |
|                                          | Ministra de Defensa                                                            | Elisabetta Trenta     | 1 de junio de 2018 – presente             |         | Movimiento 5 Estrellas | Subsecretarios: Angelo Tofalo (M5S) Raffaele Volpi (Lega) |
|                                          | Ministro de Economía y Finanzas                                                | Giovanni Tria         | 1 de junio de 2018 – presente             |         | Independiente          | Subsecretarios: Laura Castelli (M5S) Massimo Garavaglia (Lega) Massimo Bitonci (Lega) Alessio Villarosa (M5S)                                                  |
|                                          | Ministro de Desarrollo Económico                                               | Luigi Di Maio         | 1 de junio de 2018 – presente             |         | Movimiento 5 Estrellas | Viceministros: Dario Galli (Lega) Subsecretarios: Andrea Cioffi (M5S) Davide Crippa (M5S) Michele Geraci (Ind.)                                                |
| Ministro de Trabajo y Políticas Sociales | Subsecretarios: Claudio Cominardi (M5S) Claudio Durigon (Lega)                 | Luigi Di Maio         | 1 de junio de 2018 – presente             |         | Movimiento 5 Estrellas | |
|                                          | Ministro de Agricultura y Turismo                                              | Gian Marco Centinaio  | 1 de junio de 2018 – presente             |         | Liga                   | Subsecretarios: Franco Manzato (Lega) Alessandro Pesce (M5S)                                                                                                   |
|                                          | Ministro del Ambiente                                                          | Sergio Costa          | 1 de junio de 2018 – presente             |         | Independiente          | Subsecretarios: Vannia Gava (Lega) Salvatore Micillo (M5S) |
|                                          | Ministro de Infraestructura y Transporte                                       | Danilo Toninelli      | 1 de junio de 2018 – presente             |         | Movimiento 5 Estrellas | Viceministros: Edoardo Rixi (Lega) Subsecretarios: Michele Dell'Orco (M5S) Armando Siri (Lega)                                                                 |
|                                          | Ministro de Educación, Universidad e Investigación                             | Marco Bussetti        | 1 de junio de 2018 – presente             |         | Independiente          | Viceministros: Lorenzo Fioramonti (M5S) Subsecretarios: Salvatore Giuliano (M5S)                                                                               |
|                                          | Ministro de Patrimonio Cultural y Actividades                                  | Alberto Bonisoli      | 1 de junio de 2018 – presente             |         | Movimiento 5 Estrellas | Subsecretarios: Lucia Borgonzoni (Lega) Gianluca Vacca (M5S)                                                                                                   |
|                                          | Ministra de Salud                                                              | Giulia Grillo         | 1 de junio de 2018 – presente             |         | Movimiento 5 Estrellas | Subsecretarios: Armando Bartolazzi (M5S) Maurizio Fugatti (Lega) (13 de junio de 2018 – 9 de nov. de 2018) Luca Coletto (Lega) (29 de nov. de 2018 – presente) |
|                                          |                                                                                |                       |                                           |         |                        | |
|                                          | Ministro para las Relaciones Parlamentarias y Democracia Directa (sin cartera) | Riccardo Fraccaro     | 1 de junio de 2018 – presente             |         | Movimiento 5 Estrellas | Subsecretarios: Guido Guidesi (Lega) Vincenzo Santangelo (M5S) Simone Valente (M5S)                                                                            |
|                                          | Ministra de Administración Pública (sin cartera)                               | Giulia Bongiorno      | 1 de junio de 2018 – presente             |         | Liga                   | Subsecretarios: Mattia Fantinati (M5S) |
|                                          | Ministra de Asuntos Regionales (sin cartera)                                   | Erika Stefani         | 1 de junio de 2018 – presente             |         | Liga                   | Subsecretarios: Stefano Buffagni (M5S) |
|                                          | Ministra para el Sur de Italia (sin cartera)                                   | Barbara Lezzi         | 1 de junio de 2018 – presente             |         | Movimiento 5 Estrellas | Subsecretarios: Giuseppina Castiello (Lega) |
|                                          | Ministro para la Familia y la Discapacidad (sin cartera)                       | Lorenzo Fontana       | 1 de junio de 2018 – 10 de julio de 2019  |         | Liga                   | Subsecretarios: Vincenzo Zoccano (M5S) |
|                                          | Ministro para la Familia y la Discapacidad (sin cartera)                       | Alessandra Locatelli  | 10 de julio de 2019-presente              |         | Liga                   | Subsecretarios: Vincenzo Zoccano (M5S) |
|                                          | Ministro de Asuntos Europeos (sin cartera)                                     | Paolo Savona          | 1 de junio de 2018 – 5 de febrero de 2019 |         | Independiente          | Subsecretarios: Luciano Barra Caracciolo (Ind.) |
|                                          | Ministro de Asuntos Europeos (sin cartera)                                     | Lorenzo Fontana       | 10 de julio de 2019-presente              |         | Liga                   | Subsecretarios: Luciano Barra Caracciolo (Ind.) |
|                                          |                                                                                |                       |                                           |         |                        | |
|                                          | Secretario del Consejo de Ministros                                            | Giancarlo Giorgetti   | 1 de junio de 2018 – presente             |         | Liga                   | — |

## Programa de gobierno
Los dos partidos firmaron un contrato en un programa compartido sobre diversas medidas. Durante su discurso antes de la votación de investidura en el Senado italiano el 5 de junio, Conte anunció su voluntad de reducir la inmigración ilegal y aumentar el contraste con los traficantes de personas y contrabandistas. También defendió una lucha contra la corrupción política, la introducción de una ley que regula el conflicto de intereses, un nuevo proyecto de ley que amplía el derecho de autodefensa, una reducción de impuestos y un recorte drástico de los costos de la política, gracias a la abolición de las rentas vitalicias. Conte también propuso levantar las sanciones internacionales contra la Rusia de Vladímir Putin.

### Inmigración
La política de inmigración de la coalición fue dirigida por el ministro del Interior y vice primer ministro Matteo Salvini, un fuerte opositor a la inmigración ilegal. Salvini presentó un programa de inmigración de tres puntos, que incluye aumentar el número de centros de repatriación, reducir la inmigración ilegal y aumentar las deportaciones de aquellos que no califican para el asilo. El documento de política pide la deportación de los aproximadamente 500,000 inmigrantes ilegales de Italia "como una prioridad".
El 10 de junio de 2018, Salvini anunció el cierre de los puertos italianos, declarando: "Todos en Europa están haciendo su propio negocio, ahora Italia también está levantando la cabeza. Detengamos el negocio de la inmigración ilegal". Al día siguiente, el Aquarius y SOS Méditerranée fueron rechazados por Italia y Malta. Al día siguiente, España aceptó a los pasajeros del Aquarius.
El 18 de junio de 2018, Salvini anunció que el gobierno realizaría un censo de personas gitanas en Italia con el objetivo de deportar a todos los que están ilegalmente en el país.

### Impuestos
El Gobierno de Cambo se comprometió a reformar el sistema tributario italiano mediante la introducción de impuestos uniformes para empresas e individuos, con un área sin impuestos para hogares de bajos ingresos y correcciones para mantener cierto grado de progreso fiscal (como lo exige la Constitución).

### Sueldos y pensiones de los políticos
Las partes tienen la intención de reducir las pensiones y anualidades de los parlamentarios, los consejeros regionales y los empleados por los órganos constitucionales. Se revisarán todas las pensiones mensuales que excedan en 5.000 euros la cantidad aportada durante el trabajo.

### Democracia directa
La coalición se ha comprometido a usar la democracia directa a través del referéndum. Riccardo Fraccaro, un defensor de esos votos por mucho tiempo de M5S, se convirtió en el primer ministro de Democracia Directa del mundo, abogando por una reducción del quórum de participación del 50% para que el referéndum sea válido y la introducción de iniciativas ciudadanas para nuevas leyes.

### Salud pública
Los partidos se comprometieron a reformar el sistema de salud pública para minimizar las ineficiencias y el despilfarro de recursos. El contrato incluye la digitalización del sistema de salud pública, mayor transparencia, mejora de la gobernanza en el sector farmacéutico, centralización de compras, lucha contra la corrupción, nuevos procedimientos para la acreditación de clínicas privadas, implementación de telemedicina y mejora de la atención domiciliaria. Los partidos imaginaron un sistema de salud apoyado principalmente por el sistema fiscal, con una contribución mínima de los pacientes. También se comprometieron a reducir los tiempos de espera para una visita de especialista o para atención de emergencia en hospitales públicos.

### Agua pública
Los partidos tienen la intención de implementar la voluntad del pueblo italiano que reafirmó, en un referéndum de 2011, la naturaleza pública del agua. Los partidos se comprometieron a garantizar la calidad del agua pública en todos los municipios, mejorando la red de transporte de agua, minimizando las fugas y reemplazando las antiguas tuberías que aún pueden contener asbesto y plomo.

### Agricultura, pesca y Made in Italy
La coalición tiene la intención de promover una reforma de la Política Agrícola Común de la Unión Europea, de una manera que respalde la agricultura italiana pero que al mismo tiempo proteja los recursos del paisaje y el agua y garantice la seguridad alimentaria. La agricultura y la pesca a pequeña escala también deberían protegerse, y las producciones locales típicas y tradicionales deberían salvaguardarse. Además, los partidos tienen la intención de promover las producciones nacionales dentro de los tratados comerciales entre la Unión Europea y otros países, y de proteger la marca Made in Italy mediante el etiquetado adecuado.

### Medio ambiente, economía verde, economía circular
Los partidos se comprometieron a aumentar la conciencia sobre los problemas ambientales y aplicar medidas de prevención y mantenimiento del medio ambiente a fin de mitigar los riesgos relacionados con los deslizamientos de tierra, la hidrogeología y las inundaciones. También planean dedicar especial atención a las cuestiones planteadas por el cambio climático y la contaminación. Tienen la intención de promover una economía verde y apoyar la investigación, la innovación y la capacitación para el empleo relacionado con la ecología, para aumentar la competitividad y la sostenibilidad de la industria y reducir la dependencia de los combustibles fósiles. También tienen la intención de promover una economía circular para una gestión de residuos sostenible basada en el reciclaje y la regeneración mejorados. Finalmente, los partidos planean detener el consumo de la tierra a través de estrategias de renovación urbana, modernización de edificios e infraestructura privada y pública, con el aumento de la eficiencia energética y la promoción de la generación de energía distribuida.